# Hermann Josef Schneider
Hermann Josef Schneider (Tepl, sinds 1945 Teplá, 7 april 1862 – Saaz, sinds1945 Žatec, 25 april 1921) was een Boheems componist, dirigent en muziekuitgever.

## Levensloop
Schneider kreeg in jeugdige jaren viool- en pianolessen en was van 1881 tot 1884 lid in verschillende militaire muziekkorpsen van de K. u. K. monarchie. In 1889 werd hij in de Lehranstalt van de St.-Ambrosius-Vereniging voor kerkmuziek in Wenen verder opgeleid. Hij was Regens chori (koorleider) aan de parochiekerk van de stad Žatec, toen: Saaz. Daarnaast was hij docent aan de stedelijke muziekschool en vanaf 1897 dirigent van de Muziekkapel van het schutters-korps. Door uitvoeringen van eigen composities werd dit harmonieorkest over de grenzen van de regio bekend. 
Als componist schreef hij naast kerkmuziek (Missen, geestelijke liederen), 3 Operettes, die nooit uitgevoerd werden, vooral marsen voor harmonieorkest, die meestal in zijn eigen muziekuitgave gepubliceerd werden en ook nog tegenwoordig (2008) in het gebied van het voormalig K. u. K. keizerrijk Oostenrijk-Hongarije uitgevoerd worden.

## Composities

### Werken voor harmonieorkest
- 1896 Deutschmeister-Marsch
- 54er Regimentsmarsch "Alt-Starhemberg", mars
- Auf Schildwache, mars
- Bienenhaus-Marsch
- Des Kaisers Waffenruf
- Die Fahne des Regiments
- Donaugigerl
- Erzherzog-Albrecht-Defiliermarsch
- Erzherzog Carl-Franz-Joseph-Marsch
- Erzherzog Karl, mars
- Fahne hoch, mars
- Für Kaiser und Reich, mars
- General Fanta-Defilier-Marsch
- Im Kugelregen
- Im Paradeschritt
- Kaiser Fanfare
- Kaiser Franz Joseph-Jubiläums-Marsch
- Kaiserjäger, mars
- Korps-Manöver-Marsch
- Mit fliegenden Fahnen
- Mobilisierungs-Marsch
- Präsentiert! - Defilier-Marsch
- s' arme Maderl
- Unter alten Fahnen, mars
- Unter deutscher Flagge
- Viribus unitis
- Zu den Waffen

### Filmmuziek
- Der Schlafwagenkontrolleur (samen met Willi Meisel)

- Biblioteca Nacional de España: XX5607616
- Gemeinsame Normdatei: 13490477X
- International Standard Name Identifier: 0000 0000 5623 4798
- Nationale Bibliotheek van Letland: 000272194
- MusicBrainz: 6768bee5-0d4a-4d23-9e90-3333a203ec1a
- Nationale Bibliotheek van Tsjechië: mzk2015857152
- Nationale en Universitaire bibliotheek Zagreb: 000053658
- Virtual International Authority File: 79846830
- WorldCat: E39PBJtxfQXTWjHYmJhcthVV4q